# 尼基·特普斯特拉
尼基·特普斯特拉（荷蘭語：Niki Terpstra，1984年5月18日—），荷兰男子自行车运动员，2005年世界场地自行车锦标赛男子团体追逐赛银牌得主、2018年世界公路自行车锦标赛男子团体计时赛金牌得主。